# Diepzeehaven
Een diepzeehaven of diepwaterhaven is een haven met relatief diep water die veelal in de monding van een rivier of aan de kust wordt aangelegd. Er lijkt geen harde minimum waterdiepte gedefinieerd voor een diepwaterhaven. Een haven zoals Rotterdam waar zwaargeladen zeeschepen kunnen laden en lossen is toegankelijk voor schepen met een diepgang van ca 23m.
Door het ontbreken van zandbanken en andere drempels, veroorzaakt door stromingen, blijft de haven zonder baggeren op diepte. De overslagkaden worden middels grote heipalen of holle cilindervormige elementen ondersteund. Andere diepzee-overslagpunten vindt men op zware drijvende steigers. De lossing van grote zeeschepen vindt soms ook buitengaats plaats. Zowel het droge als het natte bulkgoed wordt zo gelost of geladen.